# Kim Sung-jun
Kim Sung-jun (* 3. Juni 1953 in Busan, Südkorea; † 3. Februar 1989) war ein südkoreanischer Boxer im Halbfliegengewicht. 

## Profikarriere
Im Jahre 1971 begann er seine Profikarriere. Am 30. September 1978 boxte er gegen Netrnoi Sor Vorasingh um den Weltmeistertitel des Verbandes WBC und siegte durch K. o. Diesen Gürtel verlor er in seiner vierten Titelverteidigung im Januar 1980 an Shigeo Nakajima.
Im Jahre 1982 beendete er seine Karriere.